# Víctor Miquel Moreno Piñeiro
Víctor Miquel Moreno Piñeiro, conocido al nombre Víctor Moreno es un pintor cubano. Nació en Placetas, Villa Clara, Cuba el 17 de junio de 1951. Víctor Moreno murió el 14 de noviembre de 2015 en La Habana, Cuba.
Víctor fue alumno de Pepe Enríquez, primo de Carlos Enríquez, Raimundo García Parra y Maestro René Portocarrero.
Entre 1982 y 2004 Víctor Moreno tuvo 11 exposiciones personales y más que 40 exposiciones colectivas.

## Exposiciones personales
- "Vivencias" Galería Guanabacao, octubre de 1984
- "Víctor Moreno Pinta" Galería Ciudad Celeste, 1992
- "Estados Emocional" Galería Fragua Martiana, marzo de 1999
- "Abstractos y Figuraciones" Casa de la FEU, 2000
- "Del Mar a la Leyenda" Galería 10 de octubre, julio de 2000
- "El Ser que llevo dentro" Memorial Salvador Allende, 2001
- "Azul, Blanco y Rojo" Memorial Salvador Allende, diciembre de 2002
- "Del equilibrio interior al Retrato de Neyeyda" Casa del Pedagogo Raúl Ferrer, marzo de 2003
- "4 d'2" Biblioteca del Canal, agosto de 2003
- "Mis ya Fragmentos Delirios" Hospital Squi. Habana, 19 de abril de 2004

## Exposiciones colectivas
- "Sexta Bienal de la Habana"
- "Así fuimos y así somos" Galería de La Habana, octubre de 1983
- "Vivencias" Casa de Cultura Guanabocoa, octubre de 1984
- "Herencias", Grupo Raíces, diciembre de 1984
- "Encuentro Plástica Guanabacao" junio de 1985
- "Grupo Raíces" Galería Galiano, junio de 1985
- "Grupo Raíces" sin fecha
- "Grupo Raíces del Atlas" abril de 1985
- "Salón Plaza 85" 4 de abril de 1985
- "Grupo Raíces" sin fecha
- "Salón de pequeño formato" sin fecha
- "Grupo realismoInterno" Galería 23 y 12
- "Grupo Raíces del Atlas" sin fecha
- "Tres mirados sobre un Tema" Galería Merceditas Valdés, Sociedad Yoruba
- "Grupo Raíces" Galería Galiano, 1985
- "Encuentro de Plástica Guanabacoa 85"
- "Grupo Raíces" Casa de Cultura de Guanabacoa, mayo de 1985
- "Sociedad Árabe" 29 de mayo de 1985
- "Grupo Realismo Interno" Galería UPEC, abril de 1986
- "Concurso 13 de Marzo" Galería L, 1986
- "Grupo Raíces" Galería San Miquel, octubre de 1986
- "Exposición de Pintura Cubanas" República Dominicana, marzo de 1987
- "Concurso 13 de Marzo" marzo de 1987
- "Concurso 13 de Marzo" marzo de 1989
- "Salón de pequeño formato" octubre de 1998
- "Casa Guayasamin" 13 de abril de 1999
- "Salón de pequeño formato" 19 de octubre de 1999
- "Bienal de la Habana 2000" Destacamento Wifredo Lam, contingent Juan Marinello
- "Salón de pequeño formato" 21 de noviembre de 2000
- "Salón de pequeño formato" UNAM México
- "Salón de pequeño formato" 21 de marzo de 2001
- "Parque Lenin" Galería Amelia Peláez, 31 de enero de 2001
- "Homenaje a Juan Marinello" 2 de noviembre de 2001
- "Salón de pequeño formato" Galería L. VII Bienal de La Habana, mayo de 2001
- "Arte y Religión" Galería 10 de octubre, septiembre de 2002
- "Plásticos Ufologes" Artemisa, octubre de 2002
- "Salón de pequeño formato" Galería L., octubre de 2002
- "Exposición UFO" Biblioteca Rubén Martínez Villena, junio de 2003
- "Salón de pequeño formato" Galería L., 2003
- "Arte UFO 2003 Galería" Angerona" Artemisa 19 de octubre
- "Salón de pequeño formato" Galería L., 2004
- "Concurso 13 de Marzo" Galería L. 11-31 de marzo de 2004

El maestro René Portocarrero dijo sobre Víctor Moreno: "Tiene la tristeza de Van Gogh, pero una tristeza iluminada. Sus Ciudades tienen algo de vegetal. Tiene maestría en el uso de los colores dramáticos. En sus estudios sobre pacientes ha logrado una gran profundidad sicológica y plástica."
Víctor Moreno nunca tuvo la posibilidad a conocer su primo Servando Cabrera Moreno.
En el año 2004 Víctor conoció al escritor Félix Busse, un alemán.
Los dibujos del libro "Die kleine Giraffe Guckindieluft auf Safari" y el libro "Die kleine Giraffe Guckindieluft auf Weltreise" son del Maestro Víctor Moreno.(1)
Libro infantil tendrá versión digitalArchivado el 5 de septiembre de 2011 en Wayback Machine.